# Diócesis de Portsmouth
La diócesis de Portsmouth (en latín: Dioecesis Portus Magni y en inglés: Roman Catholic Diocese of Portsmouth) es una circunscripción eclesiástica de la Iglesia católica en el Reino Unido. Se trata de una diócesis latina, sufragánea de la arquidiócesis de Southwark. Desde el 11 de julio de 2012 su obispo es Philip Anthony Egan.

## Territorio y organización
La diócesis tiene 6339 km² y extiende su jurisdicción sobre los fieles católicos de rito latino residentes en parte de Inglaterra, comprendiendo  Hampshire, Berkshire, la isla de Wight, la zona sur de Oxfordshire y la zona este de Dorset. La diócesis comprende también las islas del Canal, que son las dependencias de la Corona británica de Jersey y la bailía de Guernsey.
La sede de la diócesis se encuentra en la ciudad de Portsmouth, en donde se halla la Catedral de San Juan Evangelista. En Winchester se encuentra la Catedral de la Santísima Trinidad, de San Pedro y San Pablo y de San Swithun, que perteneció a la diócesis de Winchester y desde la Reforma anglicana pertenece a la Iglesia de Inglaterra.
En 2023 en la diócesis existían 89 parroquias.

## Historia
En la Edad Media el territorio de la diócesis actual coincidía con el de la diócesis de Winchester, con la excepción de las islas del Canal, que estaban incluidas en la diócesis de Coutances.
La diócesis fue erigida el 19 de mayo de 1882 mediante la bula Nimiam dioecesis del papa León XIII, obteniendo el territorio de la diócesis de Southwark (hoy arquidiócesis).
Originalmente sufragánea de la arquidiócesis de Westminster, pasó a formar parte de la provincia eclesiástica de la arquidiócesis de Southwark el 28 de mayo de 1965.

## Estadísticas
Según el Anuario Pontificio 2024 la diócesis tenía a fines de 2023 un total de 232 800 fieles bautizados.
| Año                                                                             | Población            | Población | Población      | Sacerdotes | Sacerdotes    | Sacerdotes    | Bautizados por sacerdote | Diáconos permanentes | Religiosos | Religiosos | Parroquias |
| Año                                                                             | Bautizados católicos | Total     | % de católicos | Total      | Clero secular | Clero regular | Bautizados por sacerdote | Diáconos permanentes | Varones    | Mujeres    | Parroquias |
| ------------------------------------------------------------------------------- | -------------------- | --------- | -------------- | ---------- | ------------- | ------------- | ------------------------ | -------------------- | ---------- | ---------- | ---------- |
| 1950                                                                            | 55 000               | 1 509 272 | 3.6            | 323        | 132           | 191           | 170                      |                      | 460        | 800        | 18         |
| 1969                                                                            | 133 545              | 2 359 243 | 5.7            | 309        | 144           | 165           | 432                      |                      | 254        | 1250       | 110        |
| 1980                                                                            | 165 989              | 2 481 000 | 6.7            | 234        | 154           | 80            | 709                      | 2                    | 168        | 786        | 119        |
| 1990                                                                            | 205 500              | 2 740 600 | 7.5            | 263        | 141           | 122           | 781                      | 10                   | 175        | 469        | 121        |
| 1999                                                                            | 192 200              | 2 694 518 | 7.1            | 237        | 138           | 99            | 810                      | 21                   | 159        | 519        | 107        |
| 2000                                                                            | 192 000              | 2 694 518 | 7.1            | 230        | 131           | 99            | 834                      | 22                   | 138        | 355        | 107        |
| 2001                                                                            | 192 500              | 2 694 518 | 7.1            | 230        | 132           | 98            | 836                      | 25                   | 131        | 343        | 106        |
| 2002                                                                            | 195 480              | 2 694 518 | 7.3            | 226        | 128           | 98            | 864                      | 25                   | 133        | 339        | 108        |
| 2003                                                                            | 167 632              | 2 694 518 | 6.2            | 225        | 125           | 100           | 745                      | 26                   | 140        | 336        | 101        |
| 2004                                                                            | 167 632              | 2 960 077 | 5.7            | 214        | 128           | 86            | 783                      | 31                   | 101        | 255        | 112        |
| 2013                                                                            | 195 000              | 2 563 000 | 7.6            | 179        | 119           | 60            | 1089                     | 43                   | 86         | 260        | 96         |
| 2016                                                                            | 248 000              | 3 100 000 | 8.0            | 205        | 125           | 80            | 1209                     | 51                   | 106        | 260        | 88         |
| 2019                                                                            | 231 700              | 3 156 000 | 7.3            | 216        | 135           | 81            | 1072                     | 51                   | 107        | 260        | 91         |
| 2021                                                                            | 231 240              | 3 333 000 | 6.9            | 243        | 149           | 94            | 951                      | 55                   | 94         |            | 89         |
| 2023                                                                            | 232 800              | 3 472 000 | 6.7            | 242        | 149           | 93            | 961                      | 55                   | 119        | 260        | 89         |
| Fuente: Catholic-Hierarchy, que a su vez toma los datos del Anuario Pontificio. |                      |           |                |            |               |               |                          |                      |            |            |            |

## Episcopologio

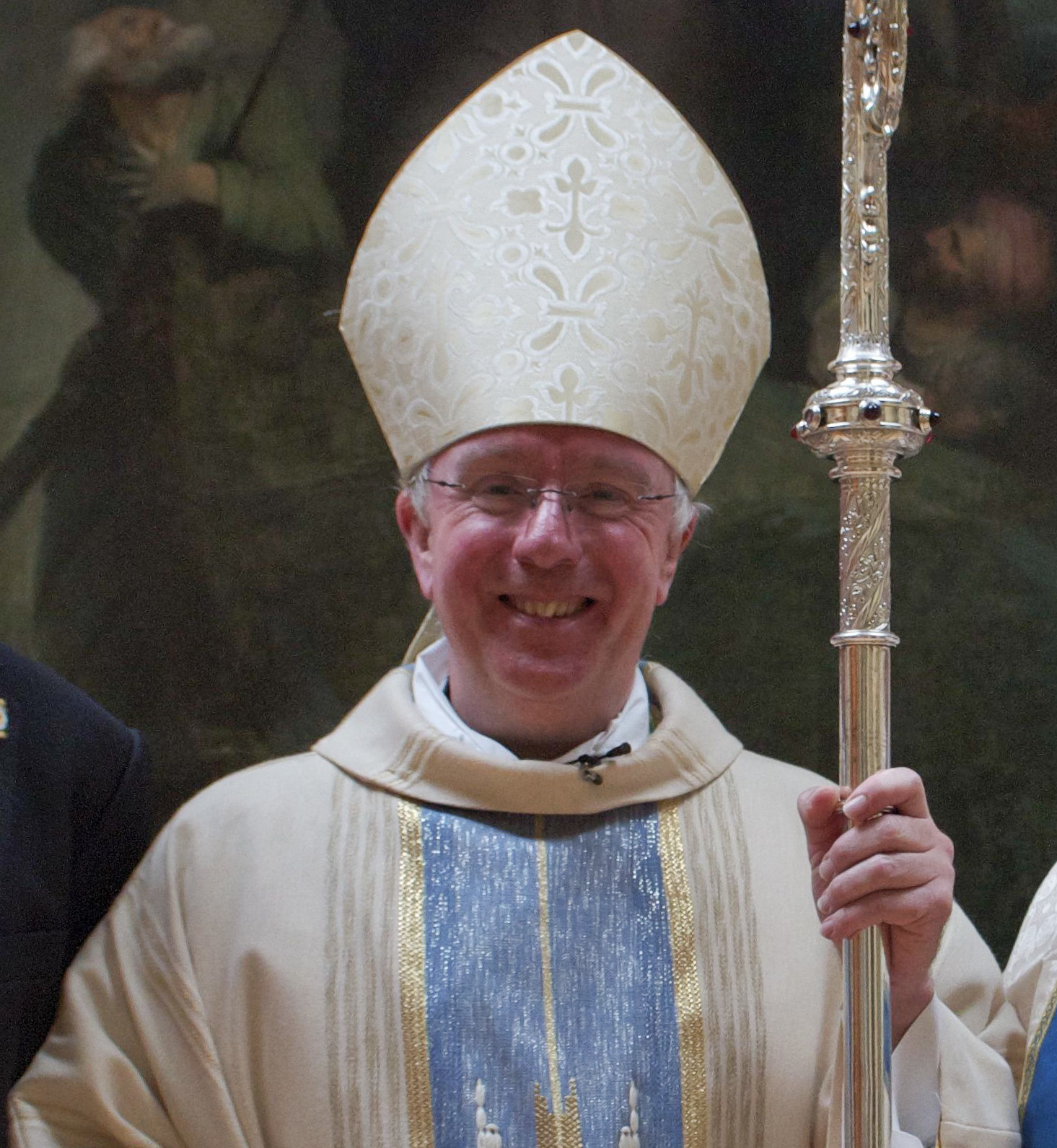
Philip Anthony Egan, obispo de Portsmouth desde 2012

- John Vertue † (3 de junio de 1882-23 de mayo de 1900 falleció)
- John Baptist Cahill † (30 de agosto de 1900-2 de agosto de 1910 falleció)
- William Timothy Cotter † (24 de noviembre de 1910-24 de octubre de 1940 falleció)
- John Henry King † (4 de junio de 1941-23 de marzo de 1965 falleció)
- Derek John Worlock † (18 de octubre de 1965-7 de febrero de 1976 nombrado arzobispo de Liverpool)
- Anthony Joseph Emery † (13 de septiembre de 1976-5 de abril de 1988 falleció)
- Roger Francis Crispan Hollis (6 de diciembre de 1988-11 de julio de 2012 retirado)
- Philip Anthony Egan, desde el 11 de julio de 2012